# 久保田富雄
久保田 富雄（くぼた とみお、1930年12月6日 - 2020年6月30日）は、日本の数学者。名古屋大学名誉教授。専門は整数論。久保田-レオポルドのp進L関数で知られている。

## 略歴
1930年生まれ。1952年名古屋大学理学部卒、1958年理学博士。1961年名古屋大学理学部教授。1994年退官、同 名誉教授、1994年名城大学理工学部教授（2000年まで）。

## 受賞および講演歴
- 1955年 代数的整数論国際シンポジウム報告者[3]
- 1968年 山路賞[3]
- 1970年 ICM 1970 Nice 招待講演[5]

## 業績
業績に、P進L関数、メタプレクティック理論、Eisenstein級数の理論、一般剰余相互法則の幾何学的証明、実解析的保型形式等の独創的な業績がある。

## 著作
日本語
- 『整数論入門』（1971年、朝倉書店）
- 『数論論説--メタプレクティック理論と幾何学的相互法則』（1999年、牧野書店）